# 데이비드 파머

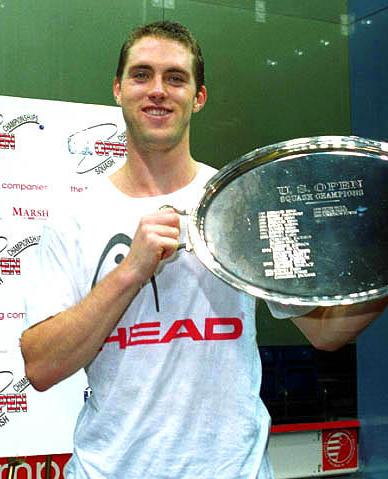

데이비드 파머(David Palmer, 뉴사우스웨일즈, 리스고 1976년 6월 28일 ~ )는 오스트레일리아 출신의 프로 스쿼시 선수이다.

## 역사
그의 세대에서 가장 성공한 선수 중의 한 명인 그는 2002년과 2006년 월드 오픈, 2001년, 2003년과 2004년 브리티시 오픈, 그리고 2002년 수퍼 시리즈 파이널즈에서 우승을 거머쥐었다. 그는 2001년 9월 가을 처음으로 세계 랭킹 1위에 오를 수 있었고, 4년 뒤, 2006년 2월 한 달간 그는 또다시 톱랭킹에 오르게 되었다.
스쿼시 경기 능력 외에도 그는 경기 도중 쉽게 평정심을 잃는 것으로도 유명하다. 그는 프로스쿼시연합(PSA, Professional Squash Association)의 회장직을 역임하였지만, 2002년 재임기에는 실패하였는데, 이는 경기 중의 그의 행동도 어느 정도 영향을 미쳤다. 인도 첸나이에서 열린 2004 세계 복식 스쿼시 선수권 대회(2004 World Doubles Squash Championships in Chennai, India)에서 파머는 심판에 대한 욕설과 경기 장비의 훼손으로 인해 세계스쿼시연맹(WSF, World Squash Federation)으로부터 징계를 받아 13개월간 대회 출전 자격을 박탈당했다. 이러한 강한 규제에도 불구하고, WSF보다 PSA가 개최하는 대회에서 더 많은 경기를 하는 파머에게 WSF가 많은 것을 규제할 수는 없었다(WSF는 단지 몇 개의 주요 대회만 주관할 뿐이다).
2006년 코먼웰스 게임(Commonwealth Games)에서 파머는 남자 개인전 결승전에서 영국의 피터 니콜과의 대결에서 패배하여 은메달을 수상하였고, 같은 대회 남녀 혼합 복식과 남자 복식에서 각각 동메달을 수상하였다. 2002년 코먼웰스 게임에서 그는 남녀 혼합 복식과 남자 복식에서 동메달을 수상하였다.

## 수상

### 월드 오픈 결승전 전적
| 우승 (2)   |                                   |                                     |
| 연도       | 결승전 상대                       | 결승전 점수                         |
| 2002년     | 존 화이트                         | 13-15, 12-15, 15-6, 15-14, 15-11    |
| 2006년     | 그레고리 걸티어(Grégory Gaultier) | 9-11, 9-11, 11-9, 11-10 (6-4), 11-2 |
| 준우승 (1) |                                   |                                     |
| 연도       | 결승전 상대                       | 결승전 점수                         |
| 2005년     | 암르 샤바나(Amr Shabana)          | 11-6, 11-7, 11-8                    |

### 브리티시 오픈 결승전 전적
| 우승 (3) |                           |                                      |
| 연도     | 결승전 상대               | 결승전 점수                          |
| 2001년   | 크리스 워커(Chris Walker) | 12-15, 13-15, 15-2, 15-9, 15-5       |
| 2003년   | 피터 니콜                 | 15-13, 15-13, 15-8                   |
| 2004년   | 암르 샤바나(Amr Shabana)  | 10-11 (4-6), 11-7, 11-10 (3-1), 11-7 |

### 코먼웰스 게임 결승전 전적
| 준우승 (1) |             |                     |
| 연도       | 결승전 상대 | 결승전 점수         |
| 2006년     | 피터 니콜   | 9-5, 10-8, 4-9, 9-2 |

## 같이 보기
- 스쿼시 선수 목록